# Krohnstiegtunnel
Der Krohnstiegtunnel ist ein Straßentunnel im Verlauf der Bundesstraße 433 und des Rings 3 unter der Startbahn 15/33 des Hamburger Flughafens.

## Geschichte
Durch die Verlängerung der Flughafen-Startbahn über die Landesgrenze nach Schleswig-Holstein in den 1960er-Jahren wurde der Garstedter Weg, die Verbindung von Niendorf nach Garstedt, zerschnitten. Als Ersatz wurde der Krohnstiegtunnel gebaut. Außerdem wurden damit die Straßenverbindungen im Norden Hamburgs verbessert. Eine neue Straße, Teil des Rings 3, von der Anschlussstelle „Schnelsen-Nord“ an der A 7, wurde zum Tunnel gebaut, die auf östlicher Seite nach Langenhorn verlängert wurde.
Mit dem Ausbau des Flughafens ab den 1990er-Jahren und dem Bau der Ortsumgehung Fuhlsbüttel wurde auch der Krohnstiegtunnel erweitert. Nördlich an den alten Straßentunnel angrenzend wurde zwischen 1995 und 1998 eine zweite Röhre in offener Bauweise erstellt, sodass nun zwei Fahrspuren je Richtung zur Verfügung stehen. Der dafür nötige Abbruch und Wiederaufbau der Startbahn erfolgten in nur fünf Monaten, um den Flugbetrieb möglichst wenig zu beeinträchtigen.

## Bauwerk
Der ursprüngliche Krohnstiegtunnel besteht aus einer rund 419 Meter langen und zehn Meter breiten zweispurigen Röhre für den Straßenverkehr sowie einer südlich angrenzenden, sechs Meter breiten Röhre allein für Fußgänger und Radfahrer, deren Sohle etwas höher liegt. Die Rampen an den Seiten haben eine Länge von 415 Metern. Mit der Fertigstellung der zweiten Röhre für den Straßenverkehr 1998 erhielt der Tunnel sein heutiges Aussehen.
Der Tunnel ist ein geschlossener Stahlbetonrahmen. Er befindet sich wie das gesamte Flughafenareal, das zu Hamburg gehört, im Stadtteil Fuhlsbüttel. Das westliche Portal liegt hingegen in Niendorf, das östliche auf dem Gebiet der Stadt Norderstedt.